# Ойкас-Яуші
Ойка́с-Я́уші (рос. Ойкас-Яуши, чув. Уйкас Явăш) — присілок у складі Вурнарського району Чувашії, Росія. Входить до складу Великояуського сільського поселення.
Населення — 267 осіб (2010; 336 у 2002).
Національний склад:
- чуваші — 100 %